# Eranthemum
Eranthemum es un género de plantas con flores perteneciente a la familia Acanthaceae. El género tiene 202 especies de hierbas descritas y de estas, solo 22 aceptadas. Están distribuidas por las regiones tropicales de Asia.

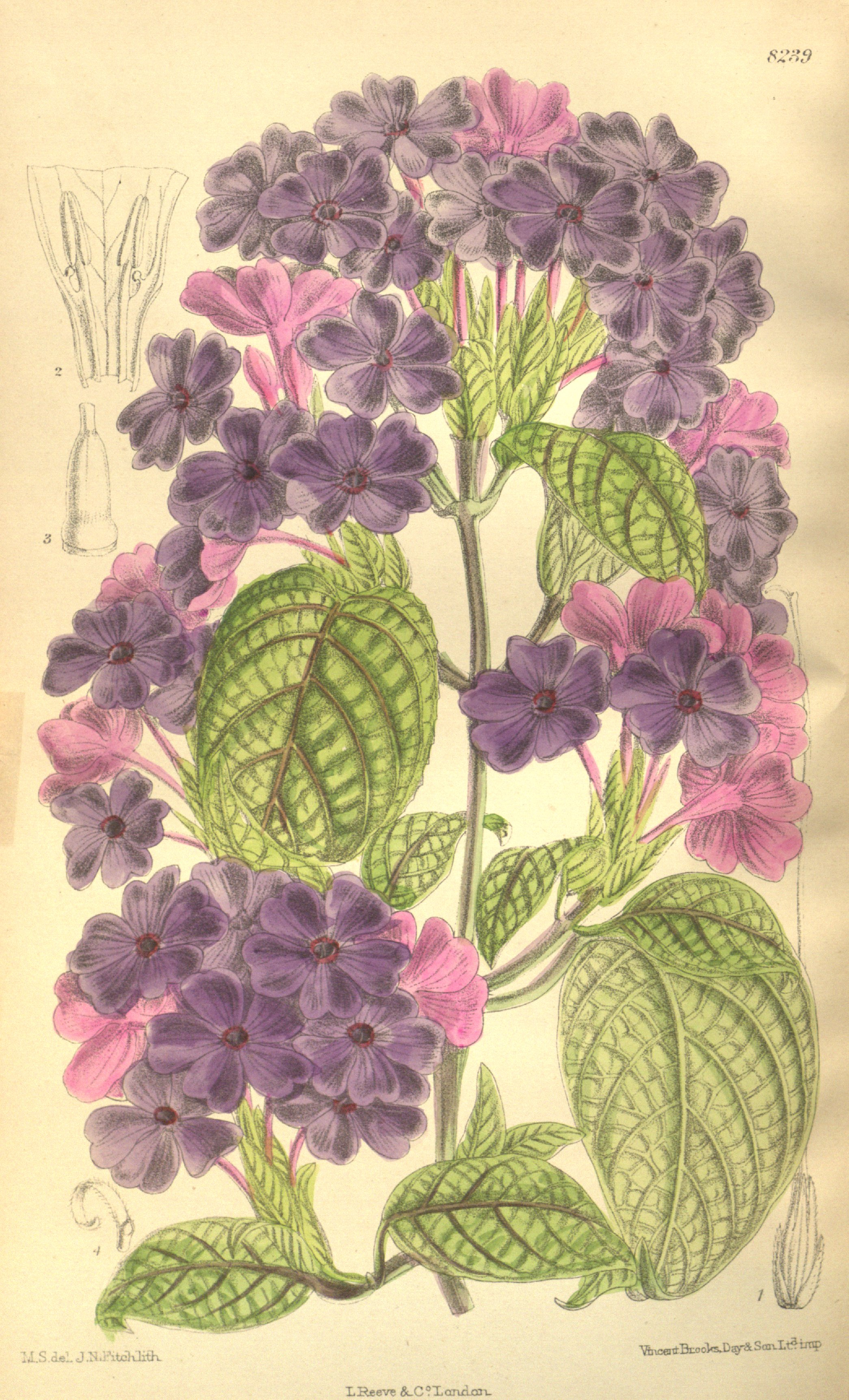
Eranthemum wattii

## Descripción
Son hierbas perennes sufrutices o arbustos. Hojas simples, pecioladas, lineoladas. Flores azules, púrpura, violeta o púrpura-blanco en inflorescencias terminales o axilares, en espigas densas simples o ramificados; brácteas grandes, más largas que el cáliz, ni ciliado ni espinescentes. Tubo de la corola cilíndrica. Fruto  en cápsula con semillas mucilaginosas peludas.

## Taxonomía
El género fue descrito por Carlos Linneo y publicado en Species Plantarum 1: 9. 1753. La especie tipo es: Eranthemum capense L. 

## Especies deEranthemum
- Eranthemum austrosinensis H.S.Lo ,  (1979)
- Eranthemum austrosinensis var. pubipetalum (S.Z. Huang ex H.B. Cui) T.L. Li & Y.F. Deng ,  (2007)
- Eranthemum burmanicum (T.Anderson) N.P.Balakr. ,  (1970)
- Eranthemum capense L. ,  (1753)
- Eranthemum ciliatum (Craib) Benoist ,  (1935)
- Eranthemum erythrochilum J.R.I.Wood ,  (1994)
- Eranthemum griffithii (T.Anderson) Bremek. & Nann.-Bremek. ,  (1948)
- Eranthemum macrophyllum Wall. ex Nees ,  (1832)
- Eranthemum macrostachyus (T.Anderson) N.P.Balakr. ,  (1970)
- Eranthemum obovatum Imlay,  (1939)
- Eranthemum pulchellum Andrews ,  (1800)
- Eranthemum purpurascens Wight ex Nees,  (1832)
- Eranthemum roseum (Vahl) R.Br. ,  (1810)
- Eranthemum shweliense W.W.Sm. ,  (1918)
- Eranthemum splendens (T.Anderson) Bremek. & Nann.-Bremek. ,  (1948)
- Eranthemum strictum Colebr. ex Roxb. ,  (1820)
- Eranthemum suffruticosum Roxb. ,  (1820)
- Eranthemum sumatranum Bremek. & Nann.-Bremek. ,  (1948)
- Eranthemum tapingense W.W.Sm. ,  (1918)
- Eranthemum tetragonum Wall. ex Nees ,  (1832)
- Eranthemum tubiflorum (T.Anderson) Radlk. ex Lindau ,  (1895)
- Eranthemum viscidum Blume ,  (1826)
- Eranthemum wattii (Bedd.) Stapf  ,  (1909)